# Кубок Італії з футболу 1996—1997
Кубок Італії з футболу 1996—1997 — 50-й розіграш Кубка Італії з футболу. Турнір стартував 23 серпня 1996 року, а завершився 29 травня 1997 року. У турнірі взяли участь 48 італійських клубів. У фіналі «Віченца» виграла у «Наполі» і вперше завоювала Кубок Італії.

## Календар
| Раунд        | Дата                                                                  | Матчі | Клуби   |
| ------------ | --------------------------------------------------------------------- | ----- | ------- |
| Перший раунд | 23-24 серпня 1996                                                     | 16    | 48 → 32 |
| 1/16 фіналу  | 28 серпня - 18 вересня 1996, 1 вересня - 2 жовтня 1996 (перегравання) | 16+4  | 32 → 16 |
| 1/8 фіналу   | 23-24 жовтня 1996, 6 листопада 1996 (перегравання)                    | 8+3   | 16 → 8  |
| 1/4 фіналу   | 13-14 листопада/27 листопада - 18 грудня 1996                         | 8     | 8 → 4   |
| 1/2 фіналу   | 29 січня - 6 лютого/25-26 лютого 1997                                 | 4     | 4 → 2   |
| Фінал        | 8/29 травня 1997                                                      | 2     | 2 → 1   |

## Перший раунд
| Команда 1             | Рахунок      | Команда 2       |
| --------------------- | ------------ | --------------- |
| 23 серпня 1996        |              |                 |
| СПАЛ (3)              | 2:1          | Аталанта        |
| 24 серпня 1996        |              |                 |
| Емполі (2)            | 1:0          | Реджина (2)     |
| Лечче (2)             | 0:2          | Дженоа (2)      |
| Брешія (2)            | 0:2          | Луккезе (2)     |
| Комо (3)              | 2:2 пен. 4:5 | Кремонезе (2)   |
| Кастель-ді-Сангро (2) | 0:2          | Чезена (2)      |
| Гуальдо (3)           | 0:2 дч       | Торіно (2)      |
| Пістоєзе (3)          | 0:3          | Козенца (2)     |
| Авелліно (3)          | 2:1 дч       | Венеція (2)     |
| Асколі (3)            | 1:2          | Барі (2)        |
| Анкона (3)            | 1:2          | Пескара (2)     |
| Монца (3)             | 1:0          | Падова (2)      |
| К'єво (2)             | 1:0          | Салернітана (2) |
| Равенна (2)           | 3:1          | Палермо (2)     |
| Ночеріна (3)          | 0:0 пен. 4:3 | П'яченца        |
| Фіделіс Андрія (3)    | 3:0          | Фоджа (2)       |

## 1/16 фіналу
| Команда 1          | Рахунок | Команда 2      |
| ------------------ | ------- | -------------- |
| 28 серпня 1996     |         |                |
| Емполі (2)         | 1:1     | Мілан          |
| СПАЛ (3)           | 2:4     | Реджана        |
| Луккезе (2)        | 1:2     | Віченца        |
| Кремонезе (2)      | 2:1     | Удінезе        |
| Чезена (2)         | 3:1     | Рома           |
| Болонья            | 2:1     | Торіно (2)     |
| Козенца (2)        | 1:3     | Фіорентіна     |
| Авелліно (3)       | 0:1     | Лаціо          |
| Барі (2)           | 1:1     | Верона         |
| Пескара (2)        | 3:1     | Парма          |
| Монца (3)          | 0:1     | Наполі         |
| К'єво (2)          | 2:3     | Кальярі        |
| Равенна (2)        | 0:1     | Інтернаціонале |
| Фіделіс Андрія (3) | 0:2     | Ювентус        |
| 4 вересня 1996     |         |                |
| Ночеріна (3)       | 0:0     | Перуджа        |
| 18 вересня 1996    |         |                |
| Дженоа (2)         | 2:2     | Сампдорія      |

Перегравання
| Команда 1      | Рахунок | Команда 2    |
| -------------- | ------- | ------------ |
| 1 вересня 1996 |         |              |
| Мілан          | 2:0     | Емполі (2)   |
| Верона         | 3:0     | Барі (2)     |
| 2 жовтня 1996  |         |              |
| Сампдорія      | 0:2     | Дженоа (2)   |
| Перуджа        | 1:2     | Ночеріна (3) |

## 1/8 фіналу
| Команда 1      | Рахунок | Команда 2      |
| -------------- | ------- | -------------- |
| 23 жовтня 1996 |         |                |
| Реджана        | 0:2     | Мілан          |
| Дженоа (2)     | 1:1     | Віченца        |
| Чезена (2)     | 1:2     | Кремонезе (2)  |
| Болонья        | 3:1     | Фіорентіна     |
| Верона         | 1:2     | Лаціо          |
| Пескара (2)    | 0:1     | Наполі         |
| 24 жовтня 1996 |         |                |
| Ночеріна (3)   | 0:0     | Ювентус        |
| Кальярі        | 2:2     | Інтернаціонале |

Перегравання
| Команда 1        | Рахунок | Команда 2    |
| ---------------- | ------- | ------------ |
| 6 листопада 1996 |         |              |
| Віченца          | 1:0     | Дженоа (2)   |
| Ювентус          | 2:1     | Ночеріна (3) |
| Інтернаціонале   | 2:1     | Кальярі      |

## 1/4 фіналу
| Команда 1                   | Заг.    | Команда 2      | 1-й матч | 2-й матч |
| --------------------------- | ------- | -------------- | -------- | -------- |
| 13/27 листопада 1996        |         |                |          |          |
| Мілан                       | 1:1 (ч) | Віченца        | 1:1      | 0:0      |
| Кремонезе (2)               | 2:5     | Болонья        | 1:3      | 1:2      |
| 13 листопада/18 грудня 1996 |         |                |          |          |
| Ювентус                     | 1:4     | Інтернаціонале | 0:3      | 1:1      |
| 14/27 листопада 1996        |         |                |          |          |
| Наполі                      | 2:1     | Лаціо          | 1:0      | 1:1      |

## 1/2 фіналу
| Команда 1               | Заг.         | Команда 2 | 1-й матч | 2-й матч |
| ----------------------- | ------------ | --------- | -------- | -------- |
| 29 січня/29 лютого 1997 |              |           |          |          |
| Інтернаціонале          | 2:2 пен. 3:5 | Наполі    | 1:1      | 1:1 дч   |
| 6/25 лютого 1997        |              |           |          |          |
| Віченца                 | 2:1          | Болонья   | 1:0      | 1:1      |

## Фінал
| Команда 1        | Заг. | Команда 2 | 1-й матч | 2-й матч |
| ---------------- | ---- | --------- | -------- | -------- |
| 8/29 травня 1997 |      |           |          |          |
| Наполі           | 1:3  | Віченца   | 1:0      | 0:3 дч   |

### Перший матч
| 8 травня 1997 |

| «Наполі»   | 1:0      | «Віченца» |
| ---------- | -------- | --------- |
| Пекк'я 21' | Протокол |           |

| «Сан-Паоло», Неаполь Глядачів: 65 932 Арбітр: П'єро Кекчаріні |

### Повторний матч
| 29 травня 1997 |

| «Віченца»                         | 3:0 дч   | «Наполі» |
| --------------------------------- | -------- | -------- |
| Майні 21' Россі 118' Яннуцці 120' | Протокол |          |

| «Ромео-Менті», Віченца Глядачів: 19 144 Арбітр: Стефано Браскі |